# 愚図 (アルバム)
『愚図』（ぐず）は、研ナオコの3枚目のオリジナルアルバム。
1975年12月10日発売。販売・発売元はキャニオン・レコード。レコード番号C-3063。

## 解説
- 帯コピー：研ナオコがその歌唱力でポップス・演歌・フォークを歌い上げた期待のファーストアルバム。
- シングル「愚図」のヒットにより制作されたキャニオン・レコード移籍後初のオリジナルアルバム。
- アルバム本体としては未CD化だが、ベスト盤である「研ナオコ シングルA面コンプリート」、「研ナオコ シングルB面コンプリート」、「研ナオコ カバー作品コレクション」にて個別にCD化された。

## 収録曲

### side:A
1. 愚図
(作詞:阿木燿子/作曲:宇崎竜童)
9thシングル（キャニオン・レコード移籍初のシングル）。この曲のヒットで歌手としてブレイク。
2. 想い出まくら
(作詞・作曲:小坂恭子)
小坂恭子のカバー。
3. 旅の宿
(作詞:岡本おさみ/作曲:吉田拓郎)
吉田拓郎（よしだたくろう）のカバー。
4. 山谷ブルース
(作詞・作曲:岡林信康)
岡林信康のカバー。
5. いつか街で会ったなら
(作詞:喜多條忠/作曲:吉田拓郎)
中村雅俊のカバー。
6. 春夏秋冬
(作詞・作曲:泉谷しげる)
泉谷しげるのカバー。

### side:B
1. シクラメンのかほり
(作詞・作曲:小椋佳)
布施明のカバー。
2. 夕立ちのあとで
(作詞:山上路夫/作曲:筒美京平)
野口五郎のカバー。
3. 時の過ぎゆくままに
(作詞:阿久悠/作曲:大野克夫)
沢田研二のカバー。
4. ともしび
(作詞:悠木圭子/作曲:鈴木淳)
八代亜紀のカバー。
5. 明日の前に
(作詞・作曲:吉田拓郎)
堺正章のカバー。
6. サヨナラは嫌いな言葉
(作詞:島武実/作曲:宇崎竜童)
9thシングル「愚図」のB面曲。